# Макарово (Новленский сельсовет)
Макарово — деревня в Вологодском районе Вологодской области.
Входит в состав Новленского сельского поселения, с точки зрения административно-территориального деления — в Новленский сельсовет.
Расстояние по автодороге до районного центра Вологды — 68 км, до центра муниципального образования Новленского — 8 км. Ближайшие населённые пункты — Бедрино, Горбово, Горка-Ильинская, Олешево, Андронино.
По переписи 2002 года население — 2 человека.